# 대한문화유산연구센터
대한문화재연구원은 문화유산(유·무형문화재 및 매장문화재)의 보호, 보존, 연구, 조사, 관리 및 그 활용을 통하여 민족문화의 우수성을 선양하고 전승보급하며 새로운 문화창조를 확립함을 목적으로 2008년 8월 14일 설립된 문화체육관광부 소관의 재단법인이다. 사무실은 전라남도 담양군 월산면 도개안길 75에 있다.

## 주요 사업
- 문화재시설의 수탁운영 및 관리업무
- 매장문화재에 대한 지표조사, 발굴조사 등의 학술사업 및 연구서 발간
- 전통문화 및 문화재에 대한 자문 및 위탁 등 관련사업
- 전통문화와 문화재 전문인력양성을 위한 교육사업
- 전통문화와 문화재 관련 학술행사의 개최 및 지원사업
- 문화컨텐츠 개발과 교육 및 지원사업
- 기타 법인의 목적달성을 위해 필요한 사업